# 7 Iris
7 Iris este un asteroid din centura de asteroizi. A fost descoperit de John Russell Hind la 13 august 1847. Este numit după zeița Iris.